# VPR Cars
VPR Cars war ein britischer Hersteller von Automobilen.

## Unternehmensgeschichte
Colin Herd gründete 1999 das Unternehmen in der schottischen Region Fife. Er begann mit der Produktion von Automobilen und Kits. Der Markenname lautete VPR. 2004 endete die Produktion. Insgesamt entstanden etwa drei Exemplare.

## Fahrzeuge
Das einzige Modell ähnelte dem Dodge Viper. Ein Fahrgestell aus Aluminium bildete die Basis. Viele Teile kamen vom Ford Granada.